# Light My Fire
 Light My Fire  — пісня каліфорнійського гурту «The Doors», яка була другим синглом з їхнього дебютного однойменного альбому. Значною мірою, цю композицію написав Роббі Кріґер, але на конверті авторами композиції зазначений цілий гурт. Сингл вийшов у квітні 1967 і дістався першої сходинки Billboard Hot 100, де перебував протягом трьох тижнів. Загальний тираж проданих примірників хіт-синглу становив мільйон екземплярів, за це досягнення RIAA нагородила The Doors золотим диском.

## Композиції
Сторона А
1. Light My Fire 	(2:52)

Сторона Б
1. The Crystal Ship 	(2:30)

## Місце у чартах
| Чарти (1967)                      | Місце                           |
| --------------------------------- | ------------------------------- |
| Australian Go-Set National Top 40 | 16                              |
| Irish Singles Chart               | 1                               |
| Netherlands Singles Chart         | 27                              |
| UK Singles Chart                  | 49 (1967), 7 (перевидання 1991) |
| U.S. Billboard Hot 100            | 1                               |
| U.S. Cash Box Top 100             | 1                               |

## Виноски
1. ↑  GOLD & PLATINUM. riaa.com. Архів оригіналу за 22 червня 2013. Процитовано 29 лютого 2010. Note: User, put the data of the song.
2. ↑  27 September 1967 Singles. poparchives.com.au. Архів оригіналу за 8 липня 2012. Процитовано 29 лютого 2010.
3. ↑  Light My Fire. irishcharts.ie.com. Архів оригіналу за 17 лютого 2012. Процитовано 27 лютого 2010.
4. ↑  The Doors - Light My Fire (song). australian-charts.com. Архів оригіналу за 8 липня 2012. Процитовано 27 лютого 2010.
5. ↑  Light My Fire. chartstats.com. Архів оригіналу за 8 липня 2012. Процитовано 27 лютого 2010.
6. ↑  British Hit Singles & Albums, 18th Edition, Guinness World Records Limited 2005, ISBN 978-1-904994-00-8
7. ↑  Billboard Singles. allmusic.com. Процитовано 27 лютого 2010.
8. ↑  CASH BOX Top 100 Singles. cashboxmagazine.com. Архів оригіналу за 8 липня 2012. Процитовано 28 лютого 2010. [Архівовано 2020-01-15 у Wayback Machine.]